# Junonia coenia
Junonia coenia är en fjärilsart som beskrevs av Jacob Hübner 1816-1824. Junonia coenia ingår i släktet Junonia och familjen praktfjärilar. Inga underarter finns listade i Catalogue of Life.

## Bildgalleri

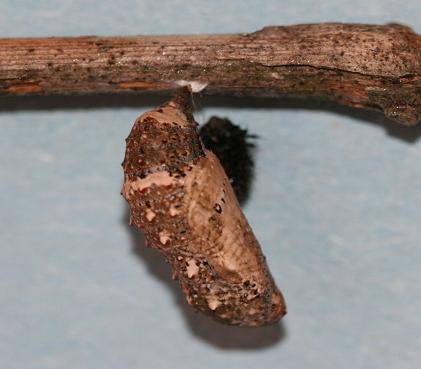
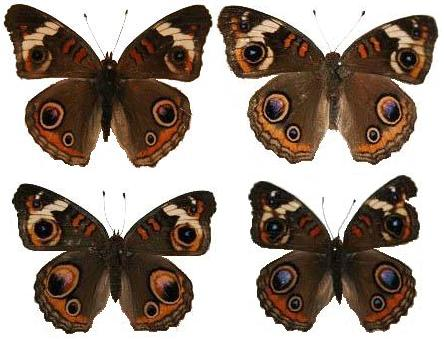
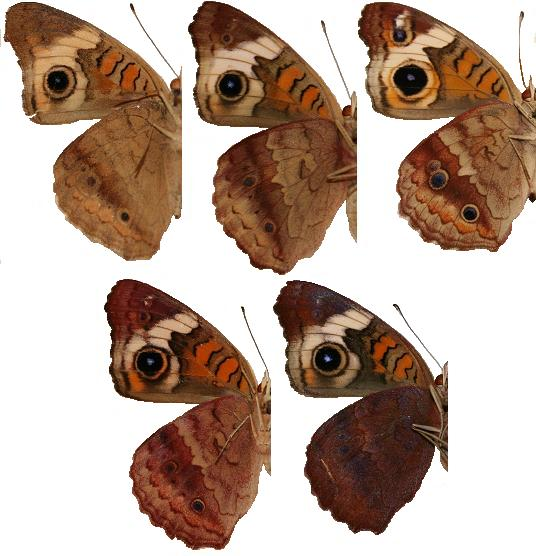
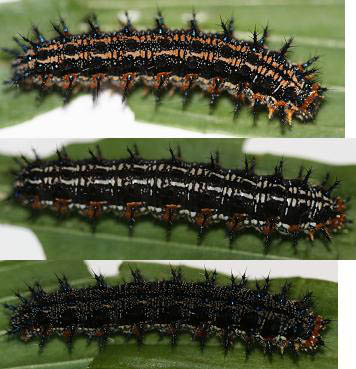
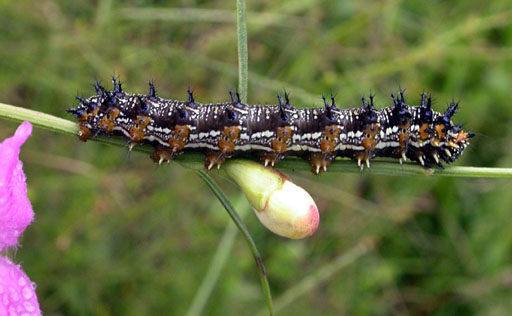
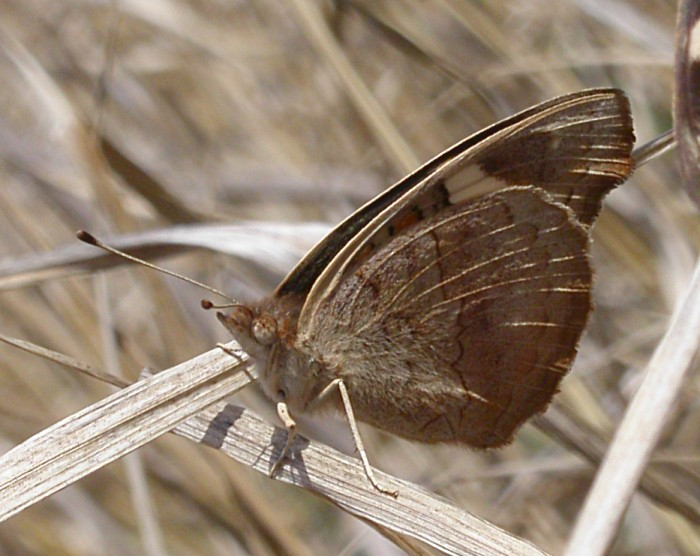